# مانیستی رنچ
مانیستی رنچ (به انگلیسی: Manistee Ranch) یک مزرعه (محل) در ایالات متحده آمریکا است که در 5127 W. Northern Ave., Glendale, Arizona واقع شده‌است.